# 빅토르 호드리게스 다 시우바
빅토르 호드리게스 다 시우바(영어: Victor Rodrigues da Silva, 1976년 2월 10일 ~ )는 브라질 출신의 축구 선수이다. K리그에서 등록명은 빅를 사용하였으며 미드필더로 활약하였다.

## 클럽 경력
안양 LG 치타스(현 FC 서울)에 2003년 입단하여 2003 시즌 여름 이적시장에서 방출될 때까지 통산 3경기 0득점-0도움 (정규리그 3경기 0득점-0도움)의 기록을 남겼다.